# Юрківцівська сільська рада
Юрківцівська сільська́ ра́да — колишній орган місцевого самоврядування у Талалаївському районі Чернігівської області. Адміністративний центр — село Юрківці.

## Населені пункти
Сільській раді підпорядковані населені пункти:
- с. Юрківці
- с. Довгалівка

## Загальні відомості
- Територія ради: 39,1 км²
- Населення ради: 689 осіб (станом на 2001 рік). З них село Юрківці — 285 осіб, село Довгалівка — 404 особи.
- Відстань до районного центру шосейними шляхами 25 кілометрів.

## Історія
Нинішня сільська рада зареєстрована у 1988 році. Стала однією з 13-ти сільських рад Талалаївського району і однією з одинадцяти, яка складається більше, ніж з одного населеного пункту.

## Склад ради
Рада складається з 13 депутатів та голови.
- Голова ради: Мірошниченко Світлана Михайлівна
- Секретар ради: Зарва Тетяна Михайлівна

### Керівний склад попередніх скликань
| ПІБ                              | Основні відомості                                                                     | Дата обрання | Дата звільнення |
| -------------------------------- | ------------------------------------------------------------------------------------- | ------------ | --------------- |
| Компанець Володимир Миколайович  | Сільський голова, 1959 року народження, член Всеукраїнського об'єднання «Батьківщина» | 26.03.2006   | 01.12.2007      |
| Косожид Микола Іванович          | Сільський голова, 1950 року народження                                                | 16.03.2008   | 31.10.2010      |
| Мірошниченко Світлана Михайлівна | Сільський голова, 1964 року народження, освіта вища, член Партії регіонів             | 31.10.2010   |                 |

Примітка: таблиця складена за даними джерела

### Депутати
За результатами місцевих виборів 2010 року депутатами ради стали:

#### За суб'єктами висування
| Суб'єкт висування                 | Кількість обраних депутатів | %    |
| --------------------------------- | --------------------------- | ---- |
| Самовисування                     | 8                           | 57,1 |
| Партія регіонів                   | 4                           | 28,6 |
| Політична партія «Сила і честь»   | 1                           | 7,1  |
| Політична партія «Сильна Україна» | 1                           | 7,1  |

#### За округами
| № округу                          | Прізвище, ім'я, по батькові        | Дата визнання обраним | Освіта         | Партійна приналежність                        | Відомості про обраного депутата                        |
| --------------------------------- | ---------------------------------- | --------------------- | -------------- | --------------------------------------------- | ------------------------------------------------------ |
| Партія регіонів                   |                                    |                       |                |                                               |                                                        |
| 6                                 | Мазура Микола Іванович             | 02.11.2010            | Освіта вища    | позапартійний                                 | СТОВ «Батьківщина», агроном                            |
| 9                                 | Лобода Михайло Васильович          | 02.11.2010            | Освіта середня | член Партії регіонів                          | СТОВ «Батьківщина», завідувач майстерні                |
| 10                                | Хоменко Юрій Андрійович            | 02.11.2010            | Освіта вища    | член Партії регіонів                          | Довгалівська загальноосвітня школа І-ІІІ ст., вчитель  |
| 11                                | Таран Наталія Миколаївна           | 02.11.2010            | Освіта вища    | член Партії регіонів                          | пенсіонер                                              |
| Політична партія «Сила і Честь»   |                                    |                       |                |                                               |                                                        |
| 12                                | Тонкачеєва Людмила Михайлівна      | 02.11.2010            | Освіта вища    | позапартійна                                  | Юрківцівська сільська рада, спеціаліст                 |
| Політична партія «Сильна Україна» |                                    |                       |                |                                               |                                                        |
| 3                                 | Зарва Тетяна Михайлівна            | 02.11.2010            | Освіта середня | позапартійна                                  | Юрківцівська сільська рада, секретар                   |
| Самовисування                     |                                    |                       |                |                                               |                                                        |
| 1                                 | Мазура Микола Михайлович           | 02.11.2010            | Освіта вища    | позапартійний                                 | тимчасово не працює                                    |
| 2                                 | Андрійченко Тамара Григорівна      | 02.11.2010            | Освіта середня | член Всеукраїнського об'єднання «Батьківщина» | відділення зв'язку, листоноша                          |
| 4                                 | Максименко Валентина Володимирівна | 02.11.2010            | Освіта вища    | член Всеукраїнського об'єднання «Батьківщина» | сільська бібліотека, бібліотекар                       |
| 5                                 | Пезов Юрій Анатолійович            | 02.11.2010            | Освіта середня | член Всеукраїнського об'єднання «Батьківщина» | тимчасово не працює                                    |
| 7                                 | Таран Надія Василівна              | 02.11.2010            | Освіта вища    | член Всеукраїнського об'єднання «Батьківщина» | магазин, продавець                                     |
| 8                                 | Лобода Анатолій Іванович           | 02.11.2010            | Освіта вища    | член Всеукраїнського об'єднання «Батьківщина» | СТОВ «Батьківщина», тракторист                         |
| 13                                | Горбань Марія Петрівна             | 02.11.2010            | Освіта вища    | член Всеукраїнського об'єднання «Батьківщина» | Довгалівська загальноосвітня школа І-ІІІ ст., вчитель  |
| 14                                | Севрюк Оксана Василівна            | 02.11.2010            | Освіта середня | член Всеукраїнського об'єднання «Батьківщина» | Довгалівський сільський будинок культури, техпрацівник |

## Освіта
На території сільради діє Довгалівська ЗОШ І-ІІІ ст., в якій навчається 45 учнів.